# Partia Konstytucyjna (Estonia)
Partia Konstytucyjna (Konstitutsioonierakond), Powstała w 1994 roku. Estońska lewicowa partia polityczna do 11 lutego 2006 roku nosiła nazwę Estońska Partia Ludowa. Powstała z połączenia (Rahvapartei Ühendatud Eestimaa / Obyedinnenaya Narodnaya Partiya Estonii), Jest popierana przez rosyjską mniejszość. W 1999 roku partia zdobyła 6 mandatów w Riigikogu. W wyborach parlamentarnych 2 marca 2003, zdobyła 2,2% głosów, nie uzyskując mandatów. W 2007 roku wyborach w 2007 roku, zdobyła 5470 głosów (1,0%) także nie uzyskując mandatów. Obecnie jej liderem jest Sergiej Jurgens.
W 2008 roku partia połączyła się z Estońską Partią Lewicową tworząc Zjednoczoną Estońską Partią Lewicy.